# أحباء القمر - القلب القرمزي ريو
أحباء القمر - القلب القرمزي ريو (هانغل: 달의 연인 - 보보경심 려؛ هانجا: 月之戀人－步步驚心؛ رومنة كورية منقحة: Dar-ui yeon-in - Bobogyeongsim ryeo؛ الإنجليزية: Moon Lovers: Scarlet Heart Ryeo) هو مسلسل كوري جنوبي مقتبس من رواية صينية تدعى بو بو جينغ شين من تأليف تونغ هوا. بدأ بث المسلسل في 29 أغسطس 2016 على قناة إس بي إس كل يومي الاثنين والثلاثاء في الساعة 22:00 على توقيت كوريا لمدة 20 حلقة.

## الحبكة
إمرأة تدعى كو ها-جين بالغة من العمر 25 عاماً في القرن 21 كانت جالسة أمام متشرد تبكي و تخبره عن ما حل بها من مآسي في حياتها ، فحبيبها خانها مع فتاة و هرب معها و تركها غارقة بالديون ، كانت كو ها-جين تبكي و تتمنى لو تتغير حياتها فيخبرها المتشرد أنه لا يمكنها تغيير قدرها إلا إذا ماتت و عادت للحياة من جديد ، في تلك الأثناء طفل صغير يقع في البحر فتهب كو ها-جين لإنقاده و لكن والد الطفل يتدخل و ينقد إبنه في اللحظات الأخيرة و عندما يمد يده لإنقاد البطلة يحدث كسوف شمسي يسحبها لأعماق البحر فتغرق و تنتقل إلى الماضي في عهد سلالة غوريو التي كانت تحكم كوريا. فتستيقض كو ها-جين في جسم هاي سو البالغة من العمر 16 عاماً، وهناك واجهت العديد من أمراء الأسرة الحاكمة. لاحقاً وقعت في حب الأمير الثامن وانغ ووك لكنه تخلى عنها بسبب طمعه في العرش ومن ثم وقعت أيضاً في حب وانغ سو ، الأمير الرابع المخيف الذي يخفي وجهه وراء قناع وتم إعطاؤه لقب «الكلب الذئب» لقوته و قسوته لكن البطلة تكتشف أنه شخص لطيف و حنون في داخله صراع بين الحب و العرش . تحاول البطلة التأقلم مع الشخصية الجديدة و محاولة تغيير الأحداث لكنها تجد نفسها في مكان صراع ، حيث يسعى جميع الأمراء للوصول إلى العرش.

## الشخصيات

### الشخصيات الرئيسية

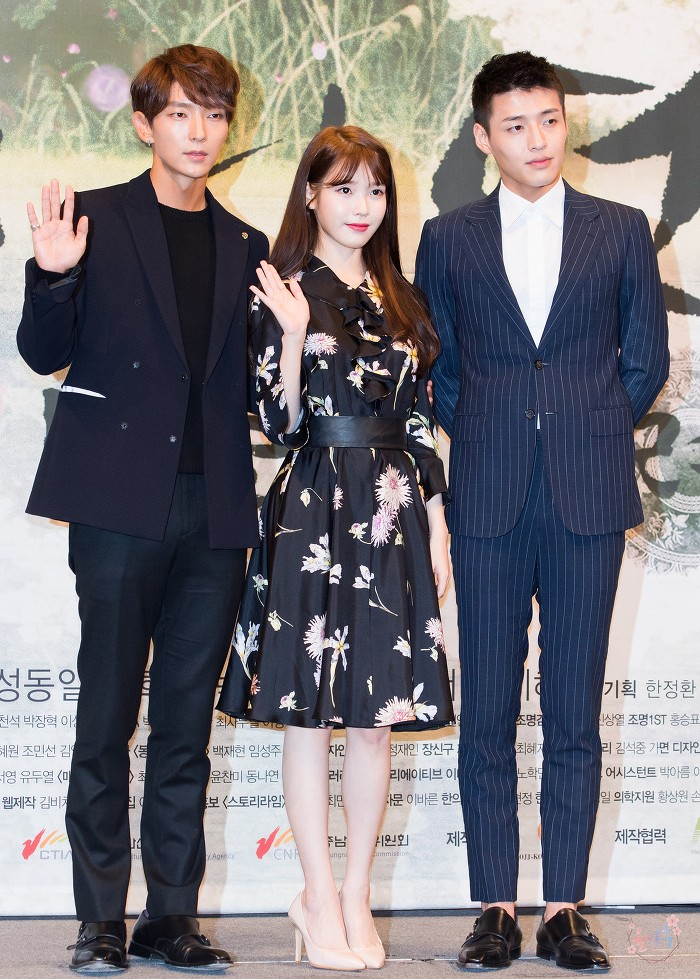
لي جون غي, لي جي-يون و كانغ ها-نول في المؤتمر الصحفي

- لي جون-غي بدور الأمير الرابع وانغ سو
- آي يو بدور كو ها-جين / هاي سو
- كانغ ها-نول بدور الأمير الثامن وانغ ووك
- هونغ جونغ-هيون بدور الأمير الثلاث وانغ يو

### الشخصيات الثانوية

#### العائلة المالكة
- يون سون-وو بدور الأمير التاسع وانغ وون.
- بيون بايك هيون بدور الأمير العاشر وانغ اون.
- نام جوهيوك بدور الأمير الثالث عشر وانغ ووك الملقب بـ بايك آه.
- جي سو بدور الأمير الرابع عشر وانغ جونغ.
- جو مينكي بدور الملك تايجو.
- كيم سانهو بدور ولي العهد الأمير وانغ مو.
- بارك جيونغ بدور الإمبراطورة الأرملة يو (الزوجة الثالثة للملك تايجو)، أم الأمير الثالث وانغ يو، الأمير الرابع وانغ سو، والأمير الرابع عشر وانغ يونغ.
- جونغ كيونغسون بدور الإمبراطورة هوانغبو (الزوجة الرابعة للملك تايجو) أم الأمير الثامن وانغ ووك.
- كانغ هانا بدور هوانغبو يون-هو، الشقيقة الصغرى للأمير الثامن وانغ ووك.
- بارك شياون بدور السيدة هاي (ميونغ-هي)، زوجة الأمير الثامن وانغ ووك[5] وقريبة هاي سو.
- زهيرا بدور بارك سوندوك، ابنة بارك سو-كيونغ وزوجة الأمير العاشر اوانغ اون.[6]
- سوهيون بدور وو-هي، غساينغ وآخر أميرة لمملكة بايكجي السابقة.[7]
- بارك جونغهاك بدور وانغ شيك-ريوم، شقيق الملك.[8]
- كيم كانغايل بدور السيدة كانغ، أم الأمير الرابع وانغ سو بالتبني.

#### المسؤولين والخدام
- جين كي-جو بدور تشاي-ريونغ، خادمة هاي سو وصديقتها.
- سونغ دونغ-ايل بدور الجنرال بارك سو-كيونغ، والد سون دوك الساعد الأيمن للأمير الرابع وانغ سو.
- كيم سونغ-كيون بدور تشوي جي-مونغ، عالم الفلك الملكي.
- تشوي بيونغ-مو بدور بارك يونغ غيو، حمو الأمير الثالث وانغ يو.
- وو هي-جين بدور خادمة القصر اوه.
- نام سونغ-جون
- لي شي-مين

## الإنتاج
عقدة جلسة قراءة السيناريو للمرة الأولى في يناير 2016. التصوير بدأ في 27 من يناير في مقاطعة جانجون، ومشاهد القصر تم تصويرها في مركز بايك جي للثقافية، وانتهت عملية التصوير في 1 يوليو.

## البث الدولي
سلسلة بث في وقت واحد على Youku و المانجو التلفزيون في الصين, LeTV في هونغ كونغ، تلفزيون واحد آسيا في ماليزيا، سنغافورة وإندونيسيا تحت عنوان القلب القرمزي و HTV2 في فيتنام تحت عنوان Người tình جيا لونغ trăng. البث لياباني عرض على قناة KNTV وبدأ في 17 سبتمبر 2016 تحت عنوان "مشرقة ~الأمراء الزهور الثمانية ~).

## روابط خارجية
- أحباء القمر - القلب القرمزي ريو على موقع IMDb (الإنجليزية)
- أحباء القمر - القلب القرمزي ريو على موقع كينوبويسك (الروسية)
- أحباء القمر - القلب القرمزي ريو على موقع قاعدة بيانات الفيلم (الإنجليزية)